# Белые зори
«Белые зори» (в некоторых переводах — Белые рассветы, макед. Бели мугри) — сборник поэзии Кочо Рацина на македонском языке, опубликованный в 1939 году в Самоборе, Хорватия. Является третьим сборником поэзии на македонском языке, после сборников Венко Марковски «Народни бигори» и «Огинот», опубликованных в 1938 году.

## История
Сборник был напечатан 25 ноября 1939 года в типографии Драгутина Спулера тиражом в 4000 экземпляров. Согласно обычной коммунистической практике, заголовок печатался красными буквами; и из-за опасности выявления личности автора, перед выходом книг автор Коста Апостолов Солев Рацин взял псевдоним «К. Рацин» (Кочо Рацин). Сборник стихов быстро приобрёл известность во всей Югославии.
С 2009 года Домом культуры Скопья утверждена премия «Белые зори». Она вручается юным поэтам за лучшее литературное произведение. 

## Содержание
Сборник «Белые зори» состоит из 12 стихов в 5 циклах, написанных на велесском диалекте с элементами западно-македонских наречий, в которых доминируют социальные и революционные темы. Название сборника стихов, по словам автора, «является символическим — пейзаж, который желают рабочие, аргументы всех обычных людей. Это новое утро, новое начало, новая жизнь, в которой все будут равны». «Белые зори» были созданы под влиянием народной поэзии, а также «Сборника» братьев Миладиновых. В них описывались проблемы работы («Дни» и «Сельский труд»), социальная несправедливость («Табакоуборщики»), революционный призыв («Копатели»), патриотические мотивы («Элегии для тебя», «Утро над нами», «Баллада о неизвестном» и «Татунчо»), неспособность власти («Есть в Струге ларёк…») и неблагоприятные условия для мигрантов («Прощание»).

## Стихотворения
- Дни (Денови)
- Печаль (Печал)
- Сельский мучительный труд (Селска мака)
- Табакоуборщики (Тутуноберачите)
- Ленка (Ленка)
- Прощанье (Проштавање)
- Баллада о неизвестном (Балада за непознатиот)
- Элегии для тебя (Елегии за тебе)
- Утро над нами (Утрото над нас)
- Татунчо (Татунчо)
- Есть в Струге ларёк… (На Струга дуќан да имам…)
- Копатели (Копачите)